# Rosencrantz a Guildenstern jsou mrtvi

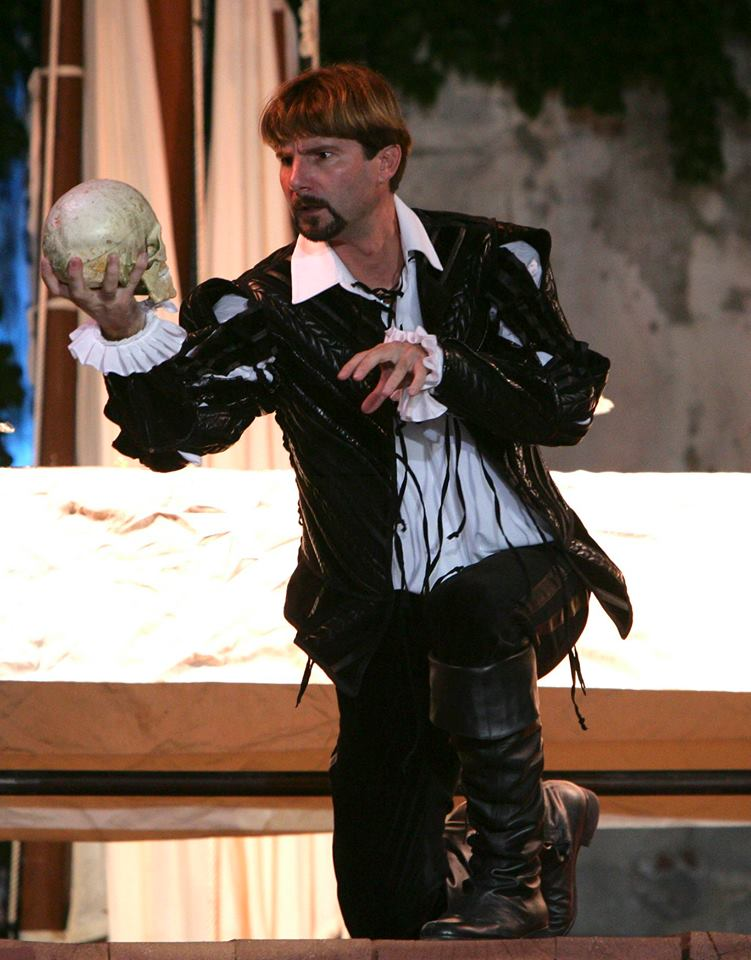
Josip Zovko, Hamlet, HNK Split, Foto: Matko Biljak

Rosencrantz a Guildenstern jsou mrtvi (originál: Rosencrantz & Guildenstern are Dead) je divadelní hra Toma Stopparda. Hra byla poprvé uvedena v roce 1966 na divadelním festivalu v Edinburghu, a přestože šlo o představení okrajového divadla, brzy pronikla na velké scény Národního divadla v Londýně nebo Broadwaye v New Yorku. Hra se také dočkala v roce 1990 filmového zpracování, režie se ujal sám Stoppard. V roce 2007 ji mělo na repertoáru např. Divadlo v Celetné.
Jedná se o spin-off Shakespearova Hamleta zaměřený na osudy dvou princových přátel a bývalých spolužáků.